# Кузомењ
Кузомењ (рус. Кузомень) малено је село смештено на крајњем југу Кољског полуострва, на подручју Терског рејона Мурманске области Русија.
Према подацима са пописа становништва из 2010. у селу су живела 84 становника.

## Географија
Село Кузомењ налази се на крајњем југу Кољског полуострва, у јужном делу Мурманске области и лежи на левој обали реке Варзуге, на месту где се она улива у Бело море на Терској обали. Село се налази на 125 километара источно од рејонског центра Терског рејона, варошице Умбе, односно на око 340 километара југоисточно од града Мурманска. На око 17 километара северније уз реку налази се село Варзуга.
Село лежи на надморској висини од свега 11 метара, а само село окружено је пространом пешчаром површине око 1.600 хектара. Кузомењска пешчара која се простире на обе обале реке Варзуге у дужини од око 13 км класичан је пример еколошке катастрофе до које је дошло људским немаром услед неконтролисане сече шума на том подручју. Дебљина песка данас достиже у просеку око 70 цм, а у последње време проводе се радови на оживљавању песка и поновном озелењавању подручја (из унутрашњости се довози тресет који се меша са песком и тако смањује његову покретљивост).

## Историја
Село Кузомењ, баш као и многобројна друга села на обалама Белог мора, развило се из привременог риболовачког кампа након што се 1667. један део становника оближњег села Варзуге настанио на овом делу обале и ту подигао стално насеље. Прва сеоска црква посвећена Великомученику Димитрију саграђена је 1782. године. Захваљујући великим природним богатствима у околини село се убрзано развијало, а већ 1841. постало је и административним центром округа у чији састав су ушла и насеља Умба и Варзуга. На сеоску пијацу долазили су трговци са целе беломорске обале. Крајем 19. века у селу су деловале две цркве и школа (отворена 1862), а почетком 20. века у село је доведен и телеграф.
Према статистичким подацима из 1910, у селу Кузомењу регистрована су 143 сеоска домаћинства са укупно 780 становника.
Риболов је и данас основна и најважнија привредна делатност у селу, а последњих година све више се развија и туризам.

## Демографија
Према подацима са пописа становништва 2010. у селу су живела 84 становника, што је за 6 становника више у поређењу са стањем на попису из 2002. године када је пописано 78 становника.
| 1897. | 1910. | 1970. | 1979. | 1989. | 2002. | 2010. |
| ----- | ----- | ----- | ----- | ----- | ----- | ----- |
| ---   | 780   | ---   | ---   | ---   | 78    | 84    |

- Сеоско гробље
- Једна од сеоских улица
- Кузомењска спомен стела
- Пешчане дине на ушћу Варзуге